# Centre d'acquisitions gouvernementales
Le Centre d’acquisitions gouvernementales (CAG) est l'organisme officiel du gouvernement québécois qui s'occupe d'acquisitions de l'État. Il a pour mission « de fournir aux ministères et aux organismes publics les biens et les services dont ils ont besoin dans l’exercice de leurs fonctions, et ce, dans l’objectif d’optimiser les acquisitions gouvernementales dans le respect des règles contractuelles applicables ».

## Organisme qui remplace le Centre des services partagés
Le Centre des services partagés du Québec (CSPQ) avait pour objectif « d'intégrer et de rationaliser les services administratifs au gouvernement du Québec afin d'en optimiser l'utilisation ». Le CSPQ avait de nombreuses tâches et fonctions, mais il était surtout connu comme étant l'organisme public qui s'occupe de fournir et de gérer le matériel informatique de l'État québécois. La gestion du parc informatique du gouvernement québécois a été fortement critiquée dans les milieux politiques et médiatiques québécois au cours des dernières années. En tant que plus grand donneur de contrats informatiques, le CSPQ gérait annuellement un budget avoisinant 4 G$.
Or, après que des rapports aient révélé la mauvaise gestion du parc informatique du gouvernement, le CSPQ a été supprimé et remplacé par le Centre d'acquisitions gouvernementales pour l'essentiel de ses activités.